# Drieňovec (804 m)
Drieňovec (804 m n.p.m.) - szczyt w Krasie Słowacko-Węgierskim, w południowo-wschodniej Słowacji.
Zaliczany jest do płaskowyżu Horný vrch, lecz ma postać osobnej góry, wysuniętej od płaskowyżu w kierunku północnym i wyraźnie od niego oddzielonej głębokim siodłem (ok. 585 m n.p.m.) oraz głębokimi dolinkami niewielkich potoków (Hrkotavý potok po stronie południowo-wschodniej i Vŕbový potok po stronie południowo-zachodniej). Od strony północnej szerokim półkolem opływa go potok Čremošná na odcinku Kováčová – Drnava, którego dolina oddziela tu płaskowyż od niekrasowych formacji Grupy Pipitki w Górach Wołowskich.
Masyw Drieňovca oglądany ze wschodu lub zachodu ma kształt dość regularnej piramidy. Natomiast gdy oglądamy go od południa, z wnętrza płaskowyżu, widać, że jest on nieco rozciągnięty równoleżnikowo, a w partiach szczytowych wyróżnialne są dwa wierzchołki, wyższy zachodni (804 m) i nieznacznie niższy wschodni (ok. 800 m), odległe od siebie o ok. 500 m i rozdzielone płytką (ok. 30 m) przełączką. Zbocza góry są słabo rozczłonkowane, jedynie na stoku północnym w partiach podszczytowych (powyżej 600 m) zaznacza się pas utworów skalnych. Cały masyw jest porośnięty zróżnicowanymi zespołami roślinnymi, w których żyje szereg rzadkich gatunków zwierząt.
Masyw Drieňovca budują prawie w całości rafowe i lagunarne wapienie tzw. dachsteinskie, pochodzące z młodszego triasu (noryk, retyk), przy czym niektórzy autorzy podają występowanie w jego najwyższych partiach również młodszych utworów jurajskich. U północnych podnóży góry, ponad doliną Čremošnej, ciągnie się pas starszych utworów permskich, głównie piaskowców oraz średnio- i gruboziarnistych zlepieńców.
W masywie zidentyfikowano kilka jaskiń krasowych, wśród których wyróżnia się Veterná priepasť (też: Veľká veterná priepasť). Jej otwór usytuowany jest na wysokości 720 m n.p.m. na stoku południowo-wschodnim. U wschodnich podnóży masywu Drieňovca, w Kováčovej, na wysokości 450 m n.p.m. znajduje się znane źródło krasowe o nazwie Kováčovská vyvieračka.
Cały masyw Drieňovca znajduje się w granicach Parku Narodowego Kras Słowacki. Dodatkowo jego górne partie, powyżej 450-550 m n.p.m., chronione są w rezerwacie przyrody Drieňovec.
Przez teren masywu Drieňovca nie poprowadzono żadnego znakowanego szlaku turystycznego i dlatego, z uwagi na ochronę rezerwatową, nie jest on dostępny dla turystów.